# Coreans a Espanya
Els coreans a Espanya és el resultat del moviment migratori de ciutadans de Corea cap al Regne d'Espanya. Formen una de les poblacions asiàtiques més petites de l'Estat.

## Demografia i distribució
Les estadístiques de 2006 del Institut Nacional d'Estadística d'Espanya van mostrar 2.873 residents registrats a Espanya nascuts a Corea del Sud, dels quals 514 tenien nacionalitat espanyola, mentre que 2.359 tenien altres nacionalitats. Entre els ciutadans espanyols, els homes van superar en número a les dones en una proporció de 1,3: 1, proporció que es va revertir gairebé exactament entre els ciutadans no espanyols. Entre 1980 i 2004, un total de 696 persones que originalment tenien la nacionalitat sud-coreana es van convertir en ciutadans espanyols. El Ministeri de Relacions Exteriors i Comerç de Corea del Sud, les estadístiques del qual es basen principalment en registres amb consolats i compten amb persones nascudes localment d'ascendència coreana, així com amb persones nascudes a Corea del Sud, van registrar un recompte una mica més gran, de 3.769 persones en 2005; d'ells, 2.538 residien z la Península, amb altres 1.231 en Las Palmas. Això va fer dels coreans a Espanya la cinquena major població de la diàspora coreana a Europa occidental, darrere dels coreans al Regne Unit, els coreans a Alemanya, els coreans a França i els coreans a Itàlia.
Les estadístiques més recents del govern de Corea del Sud, publicades al juliol de 2011, mostren només un lleuger creixement en comparació amb les estadístiques de 2005. Dels 4.080 coreans registrats com a residents a Espanya, 929 tenien ciutadania espanyola, 2.108 tenien residència permanent, 216 tenien vises d'estudiant i els 727 restants tenien altres tipus de vises.

## Las Palmas
Els coreans a Las Palmas formen una comunitat diferent de la de l'Espanya peninsular. La seva és l'única concentració de coreans a Espanya la presència dels quals ha donat lloc a un Koreatown recognoscible. Els seus orígens es remunten als treballadors migrants de Corea del Sud que van treballar en vaixells de pesca en alta mar a l'illa a partir de la dècada de 1960. La pesca, juntament amb la construcció, va ser una de les principals fonts d'ocupació a l'estranger per als sud-coreans durant dècades; en la dècada de 1970, gairebé 15.000 coreans residien a Las Palmas, la qual cosa representa aproximadament el 4% de la població de la ciutat de 350.000. Molts van portar les seves famílies i es van arrelar a Espanya, enviant als seus fills a escoles locals. No obstant això, amb el declivi de les indústries pesqueres oceàniques de Corea del Sud en la dècada de 1990, la seva població es va reduir, de 2.283 individus en 1997 a només 1.292 en 1999, un número que va disminuir a un ritme més lent durant la següent dècada fins a arribar a 1.197 en 2011. La majoria de la població coreana restant s'ha allunyat de la indústria pesquera, i els seus fills han ingressat en gran manera en camps professionals, aconseguint una relativa afluència.

## Espanya peninsular
La comunitat coreana en la part continental espanyola es compon principalment de dos grups: principalment amos de petits negocis i executius masculins d'empreses sud-coreanes juntament amb els seus cònjuges i fills i, principalment, dones estudiants internacionals a universitats espanyoles. Les arts marcials coreans, encara que són un grup més petit, també estan ben representats; o dirigeixen el seu propi dojang, o treballen per a companyies de seguretat privades. No remunten els seus orígens exclusivament a Corea del Sud; alguns membres de les comunitats de coreans a l'Argentina i altres països llatinoamericans també s'han establert a Espanya, i els empresaris sud-coreans sovint empren chosunjok —coreans— de la Xina en els seus negocis. La seva població va assolir el seu punt màxim en la dècada de 1990 i després va disminuir a causa de la crisi financera asiàtica de 1997, durant la qual moltes empreses sud-coreanes, ansioses per reduir costos, van traslladar les operacions d'Europa occidental als països més barats d'Europa oriental, Amèrica Llatina i la Xina.

## Persones notables
- Esteban Ahn (Coreano Loco / Sanchobeatz), actor, productor musical i personalitat de YouTube de Las Palmas .
- Usun Yoon, actriu i reportera.
- Ahn Eak-tai, compositor d'Aegukga, va morir a Mallorca.
- Alberto Jo Lee, actor nascut a Barcelona .
- Kimera cantant que va treballar principalment a Espanya i França.
- Marvin Park, futbolista